# Rensjösäter Jagtvilla
Rensjösäter Jagtvilla (svensk: Rensjösäterns jaktvilla) er en jagtvilla ved Norder Rensjön, cirka 15 kilometer nordøst for Storlien i det vestlige Jämtlands fjeldverden i Åre Kommune, Sverige. Villaen opførtes i årene 1884–90 af friherre Oscar Dickson fra Göteborg, tegnedes af den i Göteborg aktive arkitekt Adrian C. Peterson, og kan beskrives som en mindre herregård.
Hovedbygningen er 28 meter lang og 9½ meter bred. I forbindelse til hovedbygningen findes et antal avlsbygninger og tjenesteboliger. Rensjösätern er den mest specielle og storslåede af jagtvillaerne som opførtes i slutningen af 1800-tallet. Villaen blev leveret i monteringsfærdige dele af Svartviks savværk udenfor Sundsvall, som ejedes af Dickson. Delene transporteredes med tog via Mittbanan til Fridhem og fragtedes derefter med hest gennem sneen til byggepladsen.
Oscar Dickson tilbragte nogle uger om året i sin jagtvilla for at jage, fiske og leve et verdsligt selskabsliv, som krævede et stort midlertidigt ansat personale. I 1928 solgtes Rensjösätern til brødrene Nils og Mac Wikström. Rensjösätern, som er byggnadsminne, er stadig i privateje.